# Dinaspis ichesii
Dinaspis ichesii är en insektsart som beskrevs av Leonardi 1911. Dinaspis ichesii ingår i släktet Dinaspis och familjen pansarsköldlöss. Inga underarter finns listade i Catalogue of Life.